# El día que me quieras
«El día que me quieras» es una famosa canción con música compuesta por Carlos Gardel y letra de Alfredo Le Pera, con arreglos musicales de Terig Tucci. Fue grabada por primera vez en Nueva York el 19 de marzo de 1935 bajo el sello RCA Victor, en disco shellac a 78 RPM en el lado A, como tema de la película homónima, dirigida por John Reinhardt bajo la producción de Paramount. En el lado B del disco venía "Volvió una noche", también con la letra de Alfredo Le Pera y compuesta por Carlos Gardel.

## Letra basada en el poema de Amado Nervo.
La letra de Alfredo Le Pera es una paráfrasis del poema homónimo de Amado Nervo, incluido en su libro póstumo, "El arquero divino" (1919).
Acaricia mi ensueño

el suave murmullo de tu suspirar,

¡cómo ríe la vida

si tus ojos negros me quieren mirar!

Y si es mío el amparo

de tu risa leve que es como un cantar,

ella aquieta mi herida,

¡todo, todo se olvida..!

El día que me quieras

la rosa que engalana

se vestirá de fiesta

con su mejor color.

Al viento las campanas

dirán que ya eres mía

y locas las fontanas

me contarán tu amor.

La noche que me quieras

desde el azul del cielo,

las estrellas celosas

nos mirarán pasar

y un rayo misterioso

hará nido en tu pelo,

luciérnaga curiosa

que verá...¡que eres mi consuelo..!

Recitado:

El día que me quieras

no habrá más que armonías,

será clara la aurora

y alegre el manantial.

Traerá quieta la brisa

rumor de melodías

y nos darán las fuentes

su canto de cristal.

El día que me quieras

endulzará sus cuerdas

el pájaro cantor,

florecerá la vida,

no existirá el dolor...

La noche que me quieras

desde el azul del cielo,

las estrellas celosas

nos mirarán pasar

y un rayo misterioso

hará nido en tu pelo,

luciérnaga curiosa

que verá... ¡que eres mi consuelo!

## Versiones
Se contabilizan unas 200 versiones de la obra. Algunas de las más destacadas son: 
- La Imposible Orquesta Splicer, en su disco Adán (2014).
- Adrián Iaies
- Andrés Calamaro, en su disco Tinta Roja (2006).
- Ángela Cervantes con José Manuel Zapata, en el disco Mano a Mano (2010).
- Alberto Cortez
- Alfredo Kraus
- Christian Ketter con violinista Cara Schlecker y Myron Silberstein, en el disco Beloved: Live in Recital (2014).
- José Carreras
- Ismael Serrano
- Pasión Vega
- Alejandro Fernández, en su disco Grandes éxitos a la manera de Alejandro Fernández de 1994.
- Antonio Prieto, con orquesta dirigida por Rubén Pérez Pocho.
- Argentino Ledesma, con la orquesta de Francisco Canaro.
- Big Mama, en la banda sonora de la película coreana Un Momento para Recordar (내 머리 속의 지우개) del 2004.
- Lo que más quieres.
- Celeste Carballo, en su disco Chocolate Inglés (1992).
- Ciro y los Persas, durante un concierto en el estadio Luna Park.
- Compay Segundo, con conjunto acompañante (1998).
- Diego "El Cigala", en su disco Cigala & Tango 2010.
- Dyango, en su disco Íntimamente (Klasico Records, 2006).
- Eddie Palmieri, en el álbum Eddie Palmieri (1981).
- Edmundo Rivero, con la orquesta de Roberto Pansera.
- El Poder Del Norte, en su disco Como llama (1994).
- Gloria Estefan, en el álbum The Standards (2013).
- Generación de Paraguay, en el álbum "Siempre El Sol Volverá" (2007).
- Hugo del Carril, con varias orquestas.
- Jorge Sobral, con varias orquestas.
- Juan Carlos Baglietto y su conjunto.
- Juan Diego Flórez
- Juan María Solare, piano solo, del álbum "Gardel al piano" (2014).
- Julio Iglesias, con orquesta acompañante.
- Litto Nebbia, en su disco "Gardel Lepera".
- Libertad Lamarque, con la orquesta de Chucho Ferrer.
- Luis Alberto del Paraná, con su conjunto "Los Paraguayos".
- Luis Miguel, de su álbum Segundo romance de 1994.
- Marisol Redondo, en su gira por Uruguay, diciembre de 2018.
- Miguel Vaz Serra, del Álbum "IBÉRICA" de 1999 YouTube.
- Mercedes Sosa, del álbum "A quien doy" 1980.
- María Graña, con varias orquestas.
- Mauro Calderón grabada en su disco "No hace falta" de 2023.
- Nacha Guevara, a dúo con Carlos Gardel -arreglo tecnológico-, (Los patitos feos, 1984).
- Pablo Milanés
- Pasión Vega en su CD Un toque de distinción (La Voz del Sur, 1996).
- Plácido Domingo, con la orquesta de Roberto Pansera.
- Raúl Shaw Moreno con el Trío Los peregrinos, en el LP "A solas".
- Ricardo Montaner (2022)
- Roberto Carlos, con orquesta (1973).
- Rondalla Trovadores en el concurso nacional de rondallas (Monterrey, 2009).
- Rubén Juárez
- Tomatito (guitarra) con Michel Camilo (piano), en el CD "Spain again".
- Trío Los Panchos con sus orquestaciones y voces.
- Los Piojos, durante un recital en el Microestadio de Racing de Avellaneda.
- Mayte Martín y Tete Montoliu en su CD "Free boleros" 1995.
- Mariachi Sol de México de José Hernández, en su CD "Acapulco Girls".

### Versión de Luis Miguel
El cantante mexicano Luis Miguel hizo a esa versión de esta canción es el nombre del primer sencillo del décimo álbum de estudio Segundo romance (1994).
"El día que me quieras" fue lanzado como el primer sencillo del álbum el 18 de julio de 1994, Alcanzando el número 1 de la lista Billboard Hot Latin Tracks en los Estados Unidos el 17 de septiembre de 1994, puesto que mantuvo durante cinco semanas. El videoclip contó con una orquesta compuesta por 36 músicos que acompañó a Luis Miguel. Fue filmado en el Palacio de Bellas Artes de México bajo la dirección de Kiko Guerrero.

## Derechos de autor
«El día que me quieras» quedó en el dominio público el 1 de enero de 1965.
Carlos Gardel y Alfredo Le Pera fallecieron juntos en el famoso accidente de avión del 24 de junio de 1935 en Medellín, Colombia. De acuerdo con la ley argentina (artículo 5 de la Ley 11.723) las obras artísticas colectivas quedaban en el dominio público el 1 de enero del año siguiente, una vez cumplidos 30 años después de haberse producido la muerte de todos los autores. Una Ley posterior extendió el plazo por veinte años más por lo que el heredero universal de Carlos Gardel terminó de cobrar los derechos recién en el 2005: se trataba de Ramón Ortega, "Palito" a quien le fueran obsequiados por el amigo del cantor, Irineo Leguisamo (uruguayo), quien la recibiera de los también uruguayos Francisco Canaro y José Razzano, quienes se la habían sacado a Defino, albacea de Gardel, quien se había atribuido la administración de los bienes y derechos sucesorios del cantor representando a su madre.